# Семь холмов Москвы
Семь холмов Москвы — историческое название повышенных участков местности, на которых была построена Москва. Выражение произошло по аналогии с холмами Рима. С развитием и строительством столицы в список входили новые возвышенности. В настоящее время не существует единого мнения о том, какие именно холмы считаются основными, само выражение носит больше формальный характер и существует, чтобы подчеркнуть важность и величавость Москвы.

## История

### Возникновение названия
Легенда о семи холмах Москвы известна с конца XV — начала XVI века, она появилась по аналогии с Римскими холмами, когда Москва стала столицей централизованного Русского государства. В это время город активно разрастался на холмистой местности, разделённой многочисленными реками и оврагами. Одновременно с теорией о семи холмах на Руси появилось выражение «Москва — третий Рим» («вторым Римом» назывался Константинополь — современный Стамбул). Возникновение легенды объяснялось значительным расширением Великого княжества Московского и было вызвано необходимостью укреплять его государственность, в том числе идеологически. Москва стала претендовать на такое же политическое главенство, каким когда-то обладала Римская империя. «Два Рима пали, третий стоит, а четвёртому не бывать» — фраза старца Филофея из Елеазарова монастыря, сказанная им в 1523 году, стала лозунгом Москвы. Образ столицы, построенной «на семи холмах», удачно вписался в концепцию третьего Рима.
Третьим Римом православные стали считать Москву после брака Ивана III с Софьей Палеолог, племянницей последнего императора Византии Константина XI, погибшего при штурме столицы. Однако теория «Москва — третий Рим» не занимала главенствующую роль в истории политических идей того времени и к концу XVII века утратила своё политическое значение.
Упоминания о семи холмах в летописях времён, когда границы Москвы вписывались в территорию Кремля и Китай-города, не обнаружено. Когда столица разрослась, оказалось, что многие улицы лежат на холмах, а на их вершинах достаточно храмов и колоколен, с того времени берёт начало фразеологизм «сорока сороков» (соро́к — территориальное деление). Уже в XVII столетии в сочинениях иностранцев, посещавших Россию, упоминание о «семихолмной Москве» стало повсеместным. Путешественник и дипломат Яков Рейтенфельс, побывавший в Москве в 1671—1673 годах, пишет:
«Красоте города немало способствуют семь умеренной высоты холмов, на которых Москва отлого возвышается».
Ещё один путешественник Эрколе Зани, приезжавший в столицу в 1672 году, также отзывается о Москве:
«Он заключает в своей окружности семь холмов».
Вероятнее всего, иностранцы просто пересказывали ставшую популярной московскую легенду. О семи холмах рассказывали побывавшие в Москве путешественники и географы XV—XIX века.

### Изучение легенды
В XVIII веке Михаил Ломоносов занимался изучением информации о зарождении легенды. Все упоминаемые холмы изначально располагались только в черте Садового кольца. В первой половине XIX века «поиском семи холмов» занимались московский историк Михаил Погодин, москвовед Иван Снегирёв (спустя полвека историк Иван Забелин перепроверил поиски Снегирёва и насчитал больше холмов) и востоковед Юлиан Сенковский (барон Брамбеус). Профессор Московского университета Григорий Фишер фон Вальгейм нашёл упоминания о семи холмах с указанием их маковиц — самых высоких точек: «… он указывает — для первого холма колокольню Ивана Великого. Другие маковицы находятся: для второго холма на Покровке церковь Успения Богоматери, для третьего — Страстной монастырь, для четвёртого — Три горы, для пятого — Вшивая горка; для шестого — Лафертово, то есть Введенские горы, и, наконец, для седьмого холма местность от Нескучного до Воробьевых гор».
Михаил Погодин в исследованиях вместо Трёхгорного холма называет возвышенность от Самотёки и Трубы к Сухаревой башне. А Сенковский посчитал Трёхгорный за три холма, таким образом в его списке девять возвышений.

## Московские холмы
Москва возникла в долине реки на естественных террасах холмов. Рельеф территории города характерен для Русской равнины, занимающей центральный регион европейской части России, — не плоская, всхолмлённая местность. Неровный рельеф города отразился в названиях ряда улиц и местностей: Ивановская горка, Краснохолмская набережная, Сивцев Вражек, Большие кочки, Крутицы, Воробьёвы горы и другое.
Из всех так называемых Московских холмов или горок только Кремль, возвышенность Красных ворот и Воронцова гора являются настоящими холмами. Остальные таковыми не являются, так как не ограничены склонами по всем их сторонам. В народных говорах центральных областей России словами «горка» или «холм» обозначают возвышенности различного вида, например, высокие берега рек.
Исследователи выделяют следующие холмы, которые упоминаются в документах, датированных XVI веком:
1. Боровицкий (Маковица)
2. Псковская горка
3. Таганский холм (Вшивая горка)
4. Ивановская горка (Алабов холм), или Кулишки
5. Красный холм (он имеет двойное толкование: либо возвышенность на Яузе, либо стык нынешних Тверской и Моховой улиц)
6. Старо-Ваганьковский холм
7. Чертольский холм.

Кремль был заложен на высоком Боровицком холме над рекой Москвой между двумя её притоками Яузой и Неглинной. Он стал центром города, от которого столица разрасталась вширь. Холм находится в окружении возвышенностей, а такое местоположение удобно для устройства крепостных укреплений для защиты новых районов-посадов. В конце XIX века в состав города вошли некоторые слободы и дачные посёлки, которые также стояли на возвышенностях, поэтому число упоминаемых холмов, на которых стоит Москва, возросло.
В энциклопедии «Москва» 1980 года издания приведены следующие холмы:
1. Кремлёвский (Боровицкий)
2. Сретенский (Сухаревский)
3. Тверской холм (Страстная горка)
4. «Три горы» (Трехгорный)
5. Таганский (Вшивая горка)
6. Лефортовский (Введенские горы)
7. Воробьёвы горы (Ленинские)

Кроме перечисленных, различные исследователи могут относить к списку основных холмов другие возвышенности: Варварину горку (район Курского вокзала), Псковскую горку (район Зарядья), Крутицы (Напрудный холм, или Сущёво), Сущёвский Вал (между реками Неглинной и Напрудной), Крылатские холмы и другие.

## Семь холмов

### Боровицкий холм
Боровицкий, или Кремлёвский, холм расположен в Тверском районе. Он имеет высоту 140—145 метров. К нему относится территория Кремля, Красной площади и нагорной части Китай-города. Название холма образовано от слова «боровица», что означает «место, где находится бор».
Боровицкий холм стал изначальным местом поселения, которое возникло в XI веке. В Тверской летописи говорится, что в 1156 году по приказу Юрия Долгорукого на Боровицком холме построили первый деревянный кремль. В настоящее время здесь находится Соборная площадь Кремля с патриаршим собором Успения Пресвятой Богородицы. Часть холма, окружённую кремлёвской стеной, обычно называют Кремлёвским холмом. Эта часть расположена на стрелке при впадении в реку Москву её левого притока Неглинной. На кромке холма («лбище», или «взлобке» по-старинному) находится Лобное место, через которое Боровицкий холм переходит в соседнюю Псковскую горку.

### Сретенский холм
Сретенский (другое название — Сухаревский) холм расположен в Мещанском районе и образован долиной реки Неглинной и долинами правых притоков Чечеры. Название холма происходит от находящихся здесь Сретенских ворот Земляного города, на месте которых в XVII веке построили Сухареву башню.

### Тверской холм
Тверской холм (район Пушкинской площади) также известен как Страстная горка и Красный холм («красивый»). Расположен в Тверском районе, достигает 163 метров в высоту. Образован долинами ручья Черторый и реки Неглинной. Название холма связано с проходящей рядом Тверской дорогой (сейчас одноимённая улица). До 1930 года здесь стоял Страстной женский монастырь, построенный в 1654-м, отсюда происходило второе название холма. Монастырь был разрушен при Иосифе Сталине, а на его место передвинули памятник Александру Пушкину с Тверского бульвара. На месте бывшего монастырского кладбища построили киноконцертный зал «Пушкинский».

### «Три горы»
Трёхгорный холм расположен в Пресненском районе на левом возвышенном берегу Москвы-реки, максимальная высота достигает 150 метров. В источниках упоминание о холме встречается с 1410 года. Существует предположение, что название холма не отображает реальное количество гор, а связано лишь с холмистым характером местности. На холме находятся церковь Николая Чудотворца на Трёх горах и Трёхгорная мануфактура предпринимателей Прохоровых, основанная в 1799 году. Когда-то этот холм был окраиной города, столица разрослась настолько, что теперь он находится в центре: здесь стоят Международный центр торговли, Белый дом правительства, посольство США.

### Таганский холм
Таганский холм расположен в одноименном районе, при впадении в Москву-реку её крупного левого притока Яузы. Название холма обычно связывают с Таганной (по-другому Таганской) слободой, которая находилась на его вершине с XVI века. Жители слободы занимались изготовлением таганов — подставок для котлов. Однако существует и другое мнение относительно названия: оно могло образоваться от географического термина «таган», что означает «гора», «холм», «вершина».
Отдельные склоны Таганского холма имеют собственные названия. Северный склон, где находится Лыщиков переулок, носит название Лыщиковая гора. Северо-западный, где расположены улицы Верхняя Радищевская, Яузская и Гончарная, известен как Вшивая (или Швивая) горка — она поднимается от Яузы к Таганской площади. Юго-западный склон называется Красный холм, а его продолжением служит урочище Крутицы.

### Лефортовский холм
Лефортовский холм также известен как Введенские горы, он располагается за пределами Садового кольца (значит, не входил в изначальный список семи холмов столицы) на левом берегу реки Яузы. Подъём на возвышенность особенно ощущается на улице Госпитальный Вал. С севера холм ограничен долиной реки Хапиловки, на месте впадения реки в Яузу находилось село Семёновское, с XVII века называвшееся Введенским. В южной части местности протекал ручей Лефортовский, на правом берегу которого в 1771 году организовали Немецкое кладбище (ныне Введенское), где хоронили лютеран и католиков.

### Воробьёвы горы
Воробьёвы горы являются самым отдалённым от Кремля холмом из считающихся основными. Возвышенность расположена на юго-западе столицы на правом берегу реки Москвы в районах Раменки и Гагаринский. Территория холма пролегает от устья реки Сетуни до парка Горького. Холм получил название от села Воробьёво, находившегося на этом месте в XV веке, и сначала был известен как Воробьёвы кручи. В 1924—1925 годах существовал план строительства на Воробьёвых горах физкультурного центра и стадиона имени Владимира Ленина, в связи с чем в газетах местность стала называться Ленинскими горами. В 1930-е в этом районе планировалось возведение Дворца Советов, фундамент этого здания после войны подошёл для строительства самой крупной сталинской высотки — главного корпуса МГУ.

## Иные упоминаемые холмы

### Ивановская горка
На Ивановскую горку поднимается улица Забелина, а на вершине холма построен Иоанно-Предтеченский монастырь, с которым и связано название холма. На холме расположено множество церквей, усадеб. Также здесь находится Хитровская площадь.

### Чертольский холм
Чертольский холм расположен в районах Пресненский и Арбат. Свое название получил по стекавшему с него ручью Черторый (по другим данным называется Черторой) — крутому и извилистому, будто «черт рыл». Ручей начинался в районе Патриарших прудов и протекал вдоль Спиридоновки, по Никитскому и Гоголевскому бульварам. В XIX веке на возвышении был построен храм Христа Спасителя.

### Ваганьковский холм
На Ваганьковском холме находится церковь Благовещения в Староваганьковском переулке. У исследователей существует несколько версий относительно происхождения названия возвышенности. По мнению одних, здесь устраивали ритуальные игрища — «ваганили», то есть «играли», и жили скоморохи и шуты, которые смешили государя и его приближенных. По другой версии, на этой местности осуществлялась беспошлинная торговля, а налог на взвешивание товара именовался «ваганным» — от слова «вага», означающего «вес», «тяжесть». На Ваганьковском холме, напротив Кремля, находится дом Пашкова, а также здание Российской государственной библиотеки. Во время строительства метрополитена в холме были обнаружены пустоты, подземные галереи, ходы и колодцы на месте Опричного двора Ивана Грозного, с чем и связали наличие трещин на здании РГБ. Также это наиболее вероятное место поисков легендарной библиотеки Ивана Грозного.